# 총검술
총검술(銃劍術)은 전쟁에서 총검을 사용하는 기술이나 무술을 말한다.

## 같이 보기
- 총검도